# Troféu Redentor

Design do troféu entre 1999 e 2000.

O Troféu Redentor é o símbolo e prêmio máximo concedido no Festival do Rio, festival de cinema que ocorre anualmente na cidade do Rio de Janeiro. É considerado - junto com o Troféu Barroco de Tiradentes, o Kikito de Gramado e o Candango de Brasília - um dos maiores prêmios de festivais do cinema nacional.

## História
O Festival do Rio surgiu em 1999, como resultado da fusão de dois festivais de cinema anteriores, o Rio Cine Festival, que surgiu em 1984, e a Mostra Banco Nacional de Cinema, criada em 1988.
Até o ano 2000, o troféu do Festival do Rio consistia em uma escultura de um óculos dourado, o qual a base replicava o logo do festival, criado pelo renomado designer Jair de Souza. Até então, se chamava "Troféu Festival do Rio". Em 2001, é criado o novo troféu, que somente em 2006 seria batizado como Troféu Redentor. Nele,  figura a imagem da estátua do Cristo Redentor no Morro do Corcovado, recriada com uma simulação de película cinematográfica dourada.
 

Ganhadores ilustres do Redentor, seja em categorias competitivas ou homenagens, incluem artistas como Regina Casé, Paul Schrader, Kleber Mendonça Filho, Gabriel Mascaro, Esmir Filho, Flávia Castro e outros.